# Robert Kramer
Robert Kramer (New York, 22 juni 1939 - Rouen, 10 november 1999) was een Amerikaanse acteur, documentairemaker en draaiboekauteur.

## Biografie
Kramer studeerde filosofie en West-Europese geschiedenis aan het Swarthmore College en aan de Stanford University. Tijdens de jaren 1960 behoorde hij tot de links-radicalen. Hij telde in 1967 tot de oprichters van het film-collectief Newsreel. In 1969 draaide Kramer samen met Norman Fruchter en John Douglas People's War in Noord-Vietnam. De negatieve utopie Ice visualiseerde in 1970 de angsten van de links-radicalen voor een nieuw fascisme, indrukwekkend gesymboliseerd in de castratie van een revolutionair.

## Privéleven en overlijden
Sinds begin jaren 1980 woonde Kramer in Europa. Hij overleed in november 1999 op 60-jarige leeftijd.

## Filmografie
- 1965: FALN
- 1969: The People's War
- 1970: Ice
- 1975: Milestones
- 1977: Scenes from the Class Struggle in Portugal
- 1980: Guns
- 1981: La naissance
- 1982: Der Stand der Dinge
- 1982: À toute allure
- 1984: Notre nazi
- 1985: Diesel
- 1986: Un plan d'enfer
- 1987: Doc's Kingdom
- 1989: Route One/USA
- 1990: Berlin 10/91
- 1991: Contre l'oubli
- 1992: La roue
- 1993: Point de départ
- 1996: Walk the Walk
- 1996: Le manteau
- 1997: Ghosts of electricity
- 1998: L'ennui
- 1999: Cités de la plaine